# Monte Afadjato
Il monte Afadjato (885 m) o Afadjoto è il più alto monte del Ghana. Appartiene alla catena montuosa di Amugatsa (nei monti Togo), e si trova nella regione del Volta, nei pressi del villaggio di Liati Wote, a pochi chilometri dal confine con il Togo.
Il nome del monte deriva probabilmente dalla parola avadzeto, che in lingua ewe significa "in guerra col bosco". Questo termine si riferisce alla presenza, sulle pendici del monte, di una pianta fortemente urticante, che rappresenta un "nemico" per chi voglia tentare la scalata.
Il monte è importante soltanto perché la sua altezza è superiore a tutti gli altri della nazione ma esso fuori dallo Stato non rappresenta molto è infatti una cima appena più alta di una normale collina.
Sia il monte che le vicine cascate di Tagbo sono considerate attrazioni turistiche.